# RGS9
پروتئین شمارهٔ ۹ تنظیم‌کننده پیام‌رسانی جی‌پروتئین (انگلیسی: Regulator of G-protein signalling 9) که با نام اختصاری RGS9 شناخته می‌شود، یک پروتئین است که در انسان توسط ژن «RGS9» کُدگذاری می‌شود. این ژن پروتئینی را کدگذاری می‌کند که در تنظیم ترارسانی پیام‌های سلولی نقش دارد. اعضای خانواده تنظیم‌کننده‌های پیام‌رسانی جی‌پروتئین مانند RGS9، پروتئین‌های خاص پیام‌رسانی هستند که با غیرفعال‌سازی جی‌پروتئین‌ها (از طریق هیدرولیز گوانوزین تری‌فسفات)، فعالیت آن‌ها را مهار می‌کنند.
دو ایزوفرم اصلی برای پروتئین RGS9 وجود دارد که از لحاظ خصوصیات و الگوی بیانی متفاوت هستند. ایزوفرم اول یا RGS9-1 معمولاً در چشم یافت می‌شود و در تنظیم ترارسانی نوری در سلول‌های استوانه‌ای و مخروطی شبکیه دخیل است، در حالی که ایزوفرم دوم یا RGS9-2 در مغز یافت شده و مسئول تنظیم پیام‌رسانی دوپامین و اپیوئیدها (مواد افیونی) در عقده‌های قاعده‌ای هستند.
ایزوفرم دوم از این جهت اهمیت دارد که یکی از مهمترین اعضای این خانوادهٔ پروتئینی است که در متوقف کردن پیام‌رسانی توسط گیرنده اپیوئیدی μ نقش دارد (اگرچه RGS4 و RGS17 نیز دخیل هستند)، و از این طریق در ایجاد تحمل دارویی به مواد مخدر اهمیت بالایی دارند. موش‌های فاقد پروتئین RGS9 مشکلات شناختی و حرکتی دارند که در نتیجه مهار این پروتئین نیز ممکن است چنین عوارض جانبی را به‌همراه داشته باشد.
شیوهٔ تنظیم عملکرد پروتئین RGS9 از لحاظ پایداری مولکولی و لنگراندازی در غشا سلولی توسط GNB5 متفاوت است. این تنظیم و ارتباط از طریق دومِـین دی‌ئی‌پی صورت می‌گیرد.

## برای مطالعهٔ بیشتر
- Bonaldo MF, Lennon G, Soares MB (1997). "Normalization and subtraction: two approaches to facilitate gene discovery". Genome Res. 6 (9): 791–806. doi:10.1101/gr.6.9.791. PMID 8889548.
- Cowan CW, Fariss RN, Sokal I,  et al. (1998). "High expression levels in cones of RGS9, the predominant GTPase accelerating protein of rods". Proc. Natl. Acad. Sci. U.S.A. 95 (9): 5351–6. Bibcode:1998PNAS...95.5351C. doi:10.1073/pnas.95.9.5351. PMC 20264. PMID 9560279.
- Granneman JG, Zhai Y, Zhu Z,  et al. (1998). "Molecular characterization of human and rat RGS 9L, a novel splice variant enriched in dopamine target regions, and chromosomal localization of the RGS 9 gene". Mol. Pharmacol. 54 (4): 687–94. PMID 9765512.
- Zhang K, Howes KA, He W,  et al. (2000). "Structure, alternative splicing, and expression of the human RGS9 gene". Gene. 240 (1): 23–34. doi:10.1016/S0378-1119(99)00393-5. PMID 10564809.
- Yu H, Bondarenko VA, Yamazaki A (2001). "Inhibition of retinal guanylyl cyclase by the RGS9-1 N-terminus". Biochem. Biophys. Res. Commun. 286 (1): 12–9. doi:10.1006/bbrc.2001.5346. PMID 11485301.
- Hu G, Wensel TG (2002). "R9AP, a membrane anchor for the photoreceptor GTPase accelerating protein, RGS9-1". Proc. Natl. Acad. Sci. U.S.A. 99 (15): 9755–60. Bibcode:2002PNAS...99.9755H. doi:10.1073/pnas.152094799. PMC 125004. PMID 12119397.
- Strausberg RL, Feingold EA, Grouse LH,  et al. (2003). "Generation and initial analysis of more than 15,000 full-length human and mouse cDNA sequences". Proc. Natl. Acad. Sci. U.S.A. 99 (26): 16899–903. Bibcode:2002PNAS...9916899M. doi:10.1073/pnas.242603899. PMC 139241. PMID 12477932.
- Martemyanov KA, Lishko PV, Calero N,  et al. (2003). "The DEP domain determines subcellular targeting of the GTPase activating protein RGS9 in vivo". J. Neurosci. 23 (32): 10175–81. doi:10.1523/JNEUROSCI.23-32-10175.2003. PMC 6741003. PMID 14614075.
- Nishiguchi KM, Sandberg MA, Kooijman AC,  et al. (2004). "Defects in RGS9 or its anchor protein R9AP in patients with slow photoreceptor deactivation". Nature. 427 (6969): 75–8. Bibcode:2004Natur.427...75N. doi:10.1038/nature02170. PMID 14702087. S2CID 953980.
- Ajit SK, Young KH (2004). "Enhancement of pheromone response by RGS9 and Gbeta5 in yeast". Biochem. Biophys. Res. Commun. 324 (2): 686–91. doi:10.1016/j.bbrc.2004.09.100. PMID 15474482.
- Cheng JY, Luu CD, Yong VH,  et al. (2007). "Bradyopsia in an Asian man". Arch. Ophthalmol. 125 (8): 1138–40. doi:10.1001/archopht.125.8.1138. PMID 17698770.